# Fabulă

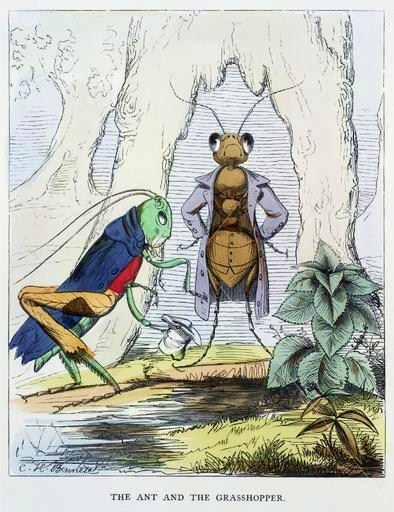
Greierele și furnica de Esop

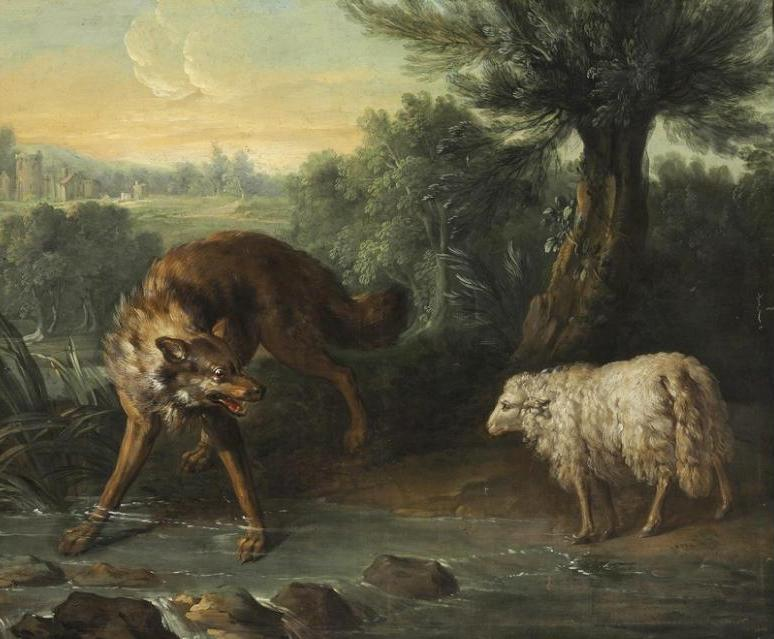
Pictură ilustrând fabula Lupul și mielul de Jean de La Fontaine

Fabula este o scurtă povestire alegorică, care aparține genului epic, de obicei în versuri, în care autorul personifică animale, plante, fenomene ale naturii și lucruri care satirizează anumite năravuri, deprinderi, mentalități sau greșeli cu scopul de a le îndrepta. Ea are următoarea structură: povestirea propriu-zisă (istorioara cu tâlc) și morala (învățătura). Figura de stil folosită de obicei este personificarea.Fabula are două caractere: caracter satiric și caracter moralizator.

## Istoria fabulei

### Fabula în Antichitate
Fabula era deja practicată în Mesopotamia cu 2000 de ani înaintea erei noastre. Tablete provenind din bibliotecile școlare ale epocii expun pe scurt povestea vulpii lăudăroase, a câinelui nepriceput („Câinele fierarului, neputând să răstoarne nicovala, a vărsat găleata cu apă.”), de musca încrezută („O muscă care s-a așezat pe spatele unui elefant, îl întrebă dacă putea s-o ducă în spate sau dacă ar trebui să-și ia zborul”). Multe din aceste texte arată o evidentă afinitate spre proverbe și au o construcție antitetică („Nu vorbești despre ceea ce găsești; dar despre ce ai pierdut zici la toată lumea”). Totuși, acestea nu au niciodată o morală explicită.

### Fabula în Grecia
Prima fabulă cunoscută este „Privighetoarea și eretele”, pe care o povestește Hesiod, în jurul secolului VIII î.Hr., în „Munci și zile”. Este vorba de o biată privighetoare prinsă în ghearele unui erete (sau șoim) care, în plus, îi face morală. Această fabulă are rolul de a ne face să medităm asupra noțiunii de dreptate, cu ajutorul unui raționament antitetic în care personajul principal exploatează excesiv poziția de forță.
Fabula va lua amploare mai ales cu ajutorul lui Esop, care a trăit în secolul VI î.Hr. și care e considerat „părintele fabulei”.
În perioada clasicilor, Socrate însuși ar fi pus în versuri fabule de Esop, cât timp a fost închis înainte de a muri. Ar fi explicat abordarea fabulelor astfel: „Poetul trebuie să ia ca material miturile. [...] De aceea am ales miturile la îndemâna mea, aceste fabule de Esop pe care le știam pe de rost, și pe care le-am luat din întâmplare.”
Demetrios din Falera publică prima antologie de fabule atestată istoric. Această antologie, pierdută, a dat naștere la numeroase versiuni. Una din ele a fost păstrată sub forma unui ansamblu de manuscrise datând probabil din secolul I, și numită Augustana. La această colecție se face de fapt referire când se menționează astăzi „fabulele lui Esop”.
Din Grecia, fabula ajunge la Roma. Horațiu propune o adaptare remarcabilă a „Șobolanului de oraș și șobolanul de câmp” (Satire, II, 6), pe care unii critici o consideră superioară versiunii lui Jean de La Fontaine. El va fi urmat de Fedru care va face din fabulă un gen literar poetic.
Fabula era la modă în lumea greco-romană. În secolul IV, poetul roman Avianus ne lasă patruzeci de fabule, din care majoritatea sunt adaptări din Fedru, dar multe nu sunt atestate în nici o altă parte și sunt foarte bine construite.

### Fabula în Evul Mediu
Fabula va continua să se transmită pe parcursul întregului Evului Mediu prin intermediul autorilor de colecții ce semănau a pseudonime: Romulus, Syntipas, pseudo-Dosithea. Dar calitatea literară este sacrificată în numele moralei.
Tematica fabulei se va diversifica în mod considerabil datorită colecției Roman de Renart, ce adună povestiri scrise de clerici anonimi din secolul XII. În aceste istorisiri inspirate din Ysengrinus, operă latină a poetului famand Nivard, lupta vulpii împotriva lupului servește ca pretext pentru o satiră redutabilă a societății feudale și a inechităților sale. Fabula cedează aici locul unei comedii animale unde totul se întrepătrunde.
În secolul XII, Marie de France publică o culegere de 63 de fabule.

### Influența indiano-arabă
Fabula a cunoscut de asemenea un succes remarcabil în India, prin intermediul antologiei Pañchatantra. Redactată inițial în sanscrită, între 300 î.Hr. și 570, această antologie de fabule va cunoaște numeroase modificări. Una din versiunile derivate se numește Hitopadesa sau „Îndrumarea utilă“. Găsim aici animalele întâlnite în mai toate fabulele: măgarul, leul, maimuța, șarpele ș.a.m.d, singura diferență fiind șacalul ce joacă aici rolul vulpii. Aceasta va influența Occidentul în sensul unui progres complex. Mai întâi circulând în Persia și tradusă în arabă, de către Ibn al-Muqaffa' cu titlul Kalîla wa Dimna (Kalila și Dimna), va fi apoi tradusă în ebraică, apoi în latină, purtând titlul Directorium humanae vitae (1280). Moș Poussines o va traduce la rândul său în 1666 sub titlul de Specimen sapientiae Indorum veterum. O versiune persană va fi tradusă în franceză la 1644, purtând titlul de Cărțile luminilor sau Purtarea regilor, alcătuită de înțeleptul Pilpay Indien, tradusă în franceză de David Sahid, din Ispahan, capitala Persiei (numele traducătorului este de fapt un pseudonim al lui Gilbert Gaulmin). Aceste opere vor sta la baza unor fabule de La Fontaine, și anume „Vaca de lapte și căldarea de lapte” și „Țestoasa și cele două lebede”. Sub titlul „Kalila și Dimna sau Poveștile lui Bidpai”, va cunoaște o versiune și în limba română datorată lui George Grigore (Editura Polirom, 2010).

### După La Fontaine
Succesul ieșit din comun al fabulelor lui La Fontaine va inspira multă lume în scrierea acestora: de la seniori la clerici, neuitând magistrații, preoții sau vânzătorii, toți își încearcă norocul în scrierea fabulelor. Iezuitul Desbillons, profesor, va scrie 560 de fabule. Un anume Boisard publică o culegere ce cuprinde 1001 fabule. Fabula intră în cartea recordurilor. Chiar și Napoleon Bonaparte, viitorul împărat, va compune una, primită destul de bine la vremea ei.
Toți acești autori au căzut într-o justă uitare. Un singure nume a supraviețuit în mod durabil alături de cel al lui La Fontaine, și acesta este Jean-Pierre Claris, cavaler de Florian (1755-1794). Culegerea sa numără 100 de fabule. Acestea sunt orientate fie către o morală politică, fie către o morală particulară. Acesta se inspiră uneori din englezul John Gay sau din spaniolul Iriarte. În secolul al XIX-lea, fabula nu va mai fi practicată. Totuși, în Rusia Ivan Andreievici Krilov are un talent înnăscut în scrierea acestui fel de povestire.

### Fabula în genul epic
Cuvântul fabulă provine din lat. "fabula" cu sensul de povestire. În sens larg, termenul denumește nucleul faptelor din care este constituită acțiunea unei opere literare, iar în sens restrâns reprezintă specia genului epic în versuri sau în proză în care sunt povestite diferite întâmplări puse pe seama animalelor, a păsărilor, a plantelor sau ale unor obiecte personificate. Acestea sunt imaginate în situații omenești, iar faptele narate constituie o alegorie. 
Fiind o operă epică, în fabulă, sentimentele și atitudinea scriitorului sunt exprimate indirect, prin intermediul acțiunii și al personajelor.Ca orice fabulă se întâlnește o primă parte narativă alegorică, în care sunt relatate întâmplările, dar, narațiunii, ca mod de expunere predominant, i se adaugă și dialogul, care imprimă o anumită vioiciune și naturalețe întregii acțiuni. Totodată, acest mod de expunere, precum și unele scurte secvențe descriptive au menirea de a evidenția trăsăturile specifice ale personajelor. 
Acest fapt - reliefarea însușirilor personajelor - este esențial în fabulă, întrucât autorul își propune să critice anumite defecte omenești întruchipate de personaje. Astfel, se realizează și o altă trăsătură a fabulei - caracterul ei satiric și moralizator - căci scriitorii urmăresc ca, printr-o atitudine critică, să îndrepte anumite trăsături de caracter negative, să transmită unele învățăminte. 
Așa se explică faptul că fabula conține și o a doua parte, mult mai redusă decât cea narativă, numită morală, care este așezată, de obicei, la sfârșit și conține o concluzie formulată concis și clar. Uneori, morala poate lipsi din fabulă, dar în această situație, ea se desprinde cu ușurință din narațiune. 
Cele două părți ale fabulei - narațiunea alegorică și morală - se află într-o strânsă legătură, căci morala, pe care se pune accentul, este o concluzie a întregului discurs, iar narațiunea este veșmântul care o pune în relief. Claritatea moralei depinde, în foarte mare măsură, de claritatea firului epic, de măiestria cu care autorul știe să întruchipeze prin personajele sale anumite tipuri umane.
Animalele, păsările, plantele, obiectele din fabulă (într-un cuvânt - personajele fabulei) reprezintă o anumită trăsătură de caracter în deplină concordanță cu concepția pe care fabulistul o are despre fiecare dintre ele. Astfel, trăsătura reprezentată de iepure este teama, cea prezentată de vulpe este șiretenia; lupul este lacom, leul este puternic și abuziv, la fel ca elefantul, boul este prostănac, dar și arogant etc. 
Din cele arătate anterior, se poate conchide că fabula este o operă epică în versuri sau în proză, în care sunt povestite întâmplări puse pe seama animalelor, a păsărilor, a plantelor, a obiectelor și care are caracter satiric și moralizator, criticând anumite defecte omenești. 
Categoria estetică utilizată în fabulă este comicul, care se întâlnește într-o diversitate de forme - umor, satiră, ironie - având ca scop provocarea bunei dispoziții și a hazului, dar și o atitudine critică față de cei doi ipocriți, lacomi, proști, infatuați etc.
În ceea ce privește versificația, fabula nu respectă regulile stricte ale poeziei clasice, luându-și o mare libertate referitor la ritm, rimă, măsură, strofe, narațiunea fiind, de cele mai multe ori, continuă. 
Ca specie literară, fabula s-a dezvoltat în Orient încă din secolul al VII-lea î.Hr. și a fost pusă în circulație de culegerile indiene "Panciatantra" și Hiptopadesa compuse în sanscrită de Bidpay și traduse în arabă, dar creatorul ei este considerat grecul Esop (care, se zice,a fost un sclav eliberat pentru vorbele sale de duh).

## Schema narativă
Fabula clasică are o structură dualistă. Începând cu titlul găsim în ea o opoziție între două personaje ale căror poziții subiective sunt dezaxate, unul se situeză pe o poziție superioară și îl domină pe cel inferior. Grație unui eveniment narativ neprevăzut poziția celor două personaje se va răsturna. Această schemă a fost definită de C. Vandendorpe drept „o dublă inversare” (Să învățăm să citim fabulele, Montréal, 1989). Această schemă, care se întâlnește în zeci de fabule, blochează situația de comprehensiune și eliberează o morală extrem de clară. 
Hegel spunea că fabula „este ca o enigmă care va fi întotdeauna acompaniată de soluția sa”. (Estetica, II).

## Fabuliști

### Români

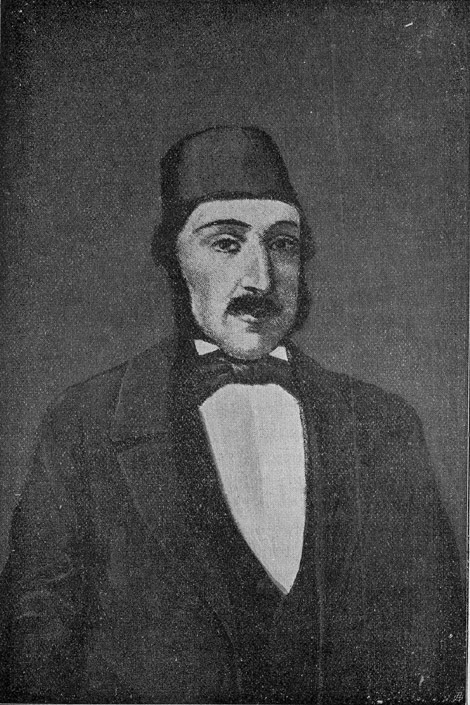
Anton Pann
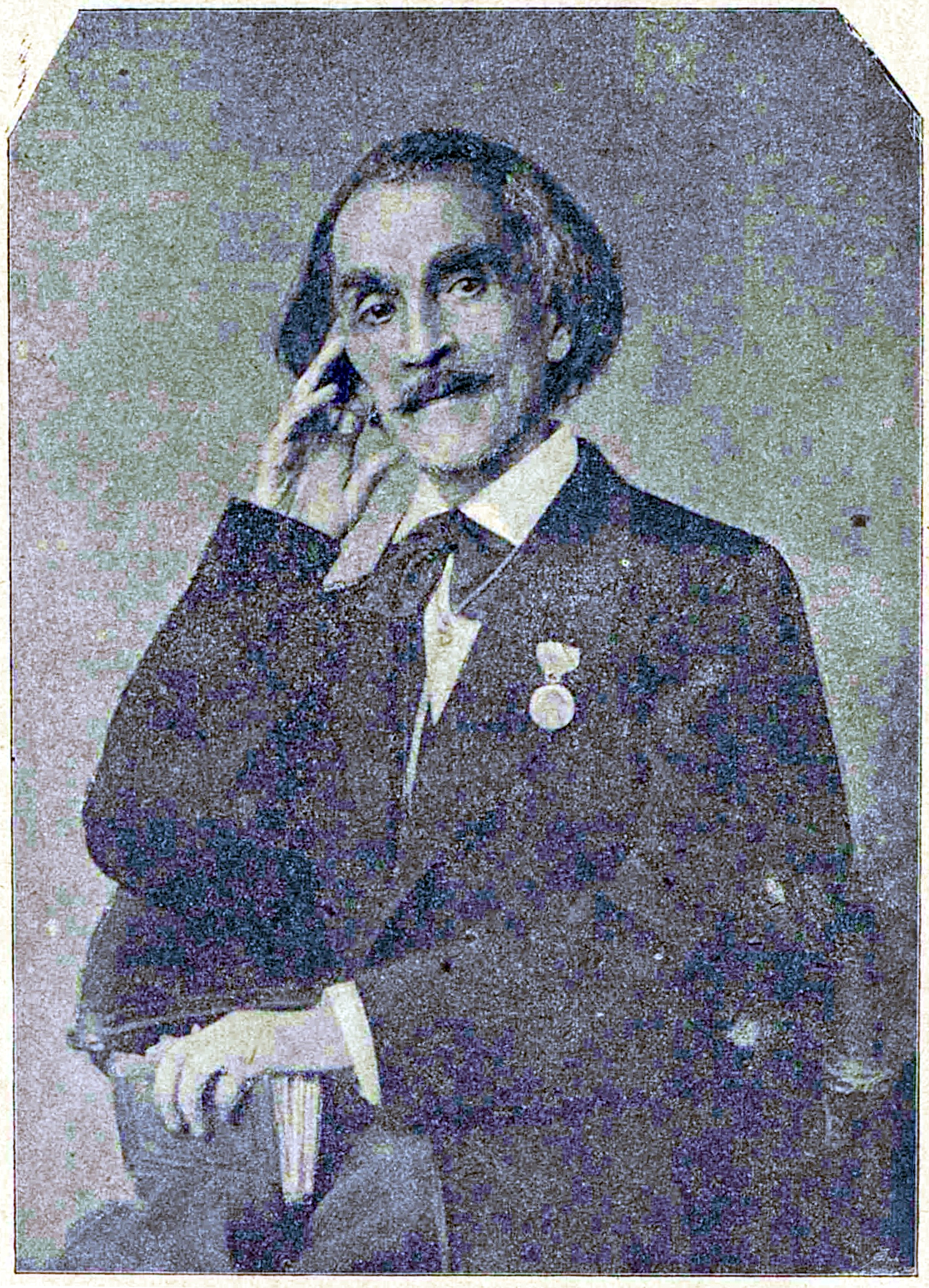
Grigore Alexandrescu
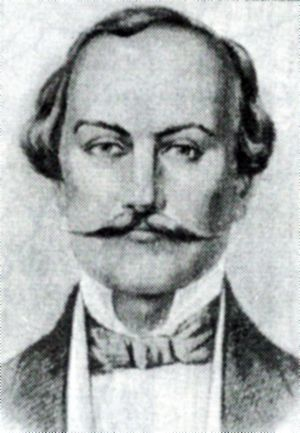
Alecu Donici
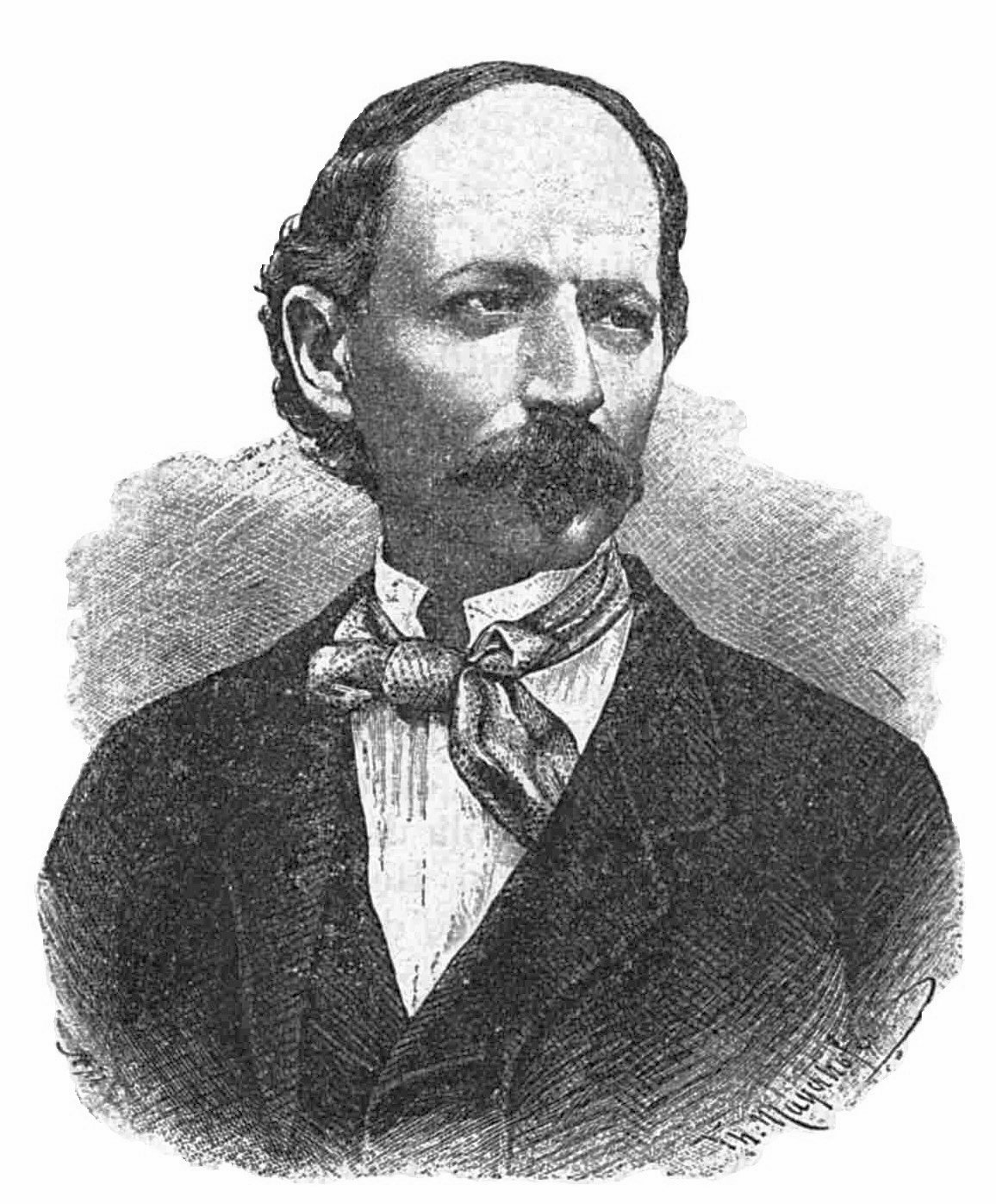
Dimitrie Bolintineanu
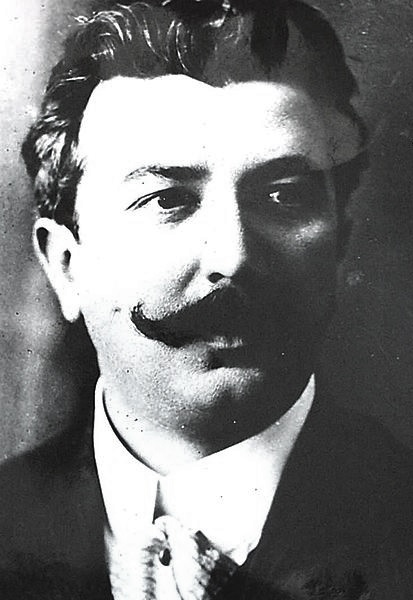
George Ranetti
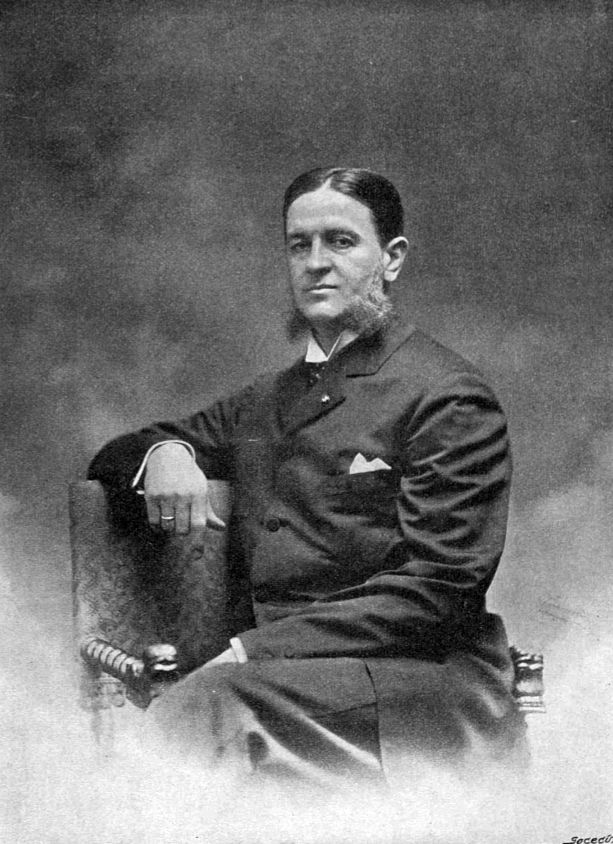
Dumitru C. Ollănescu-Ascanio
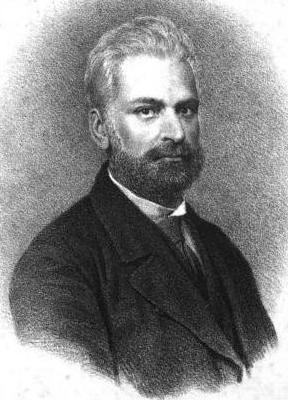
George Sion
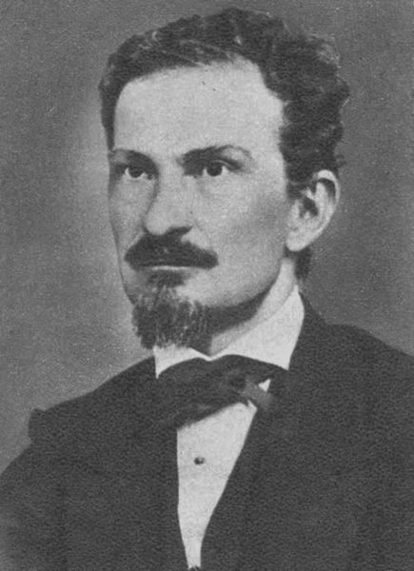
Constantin D. Aricescu

### Străini

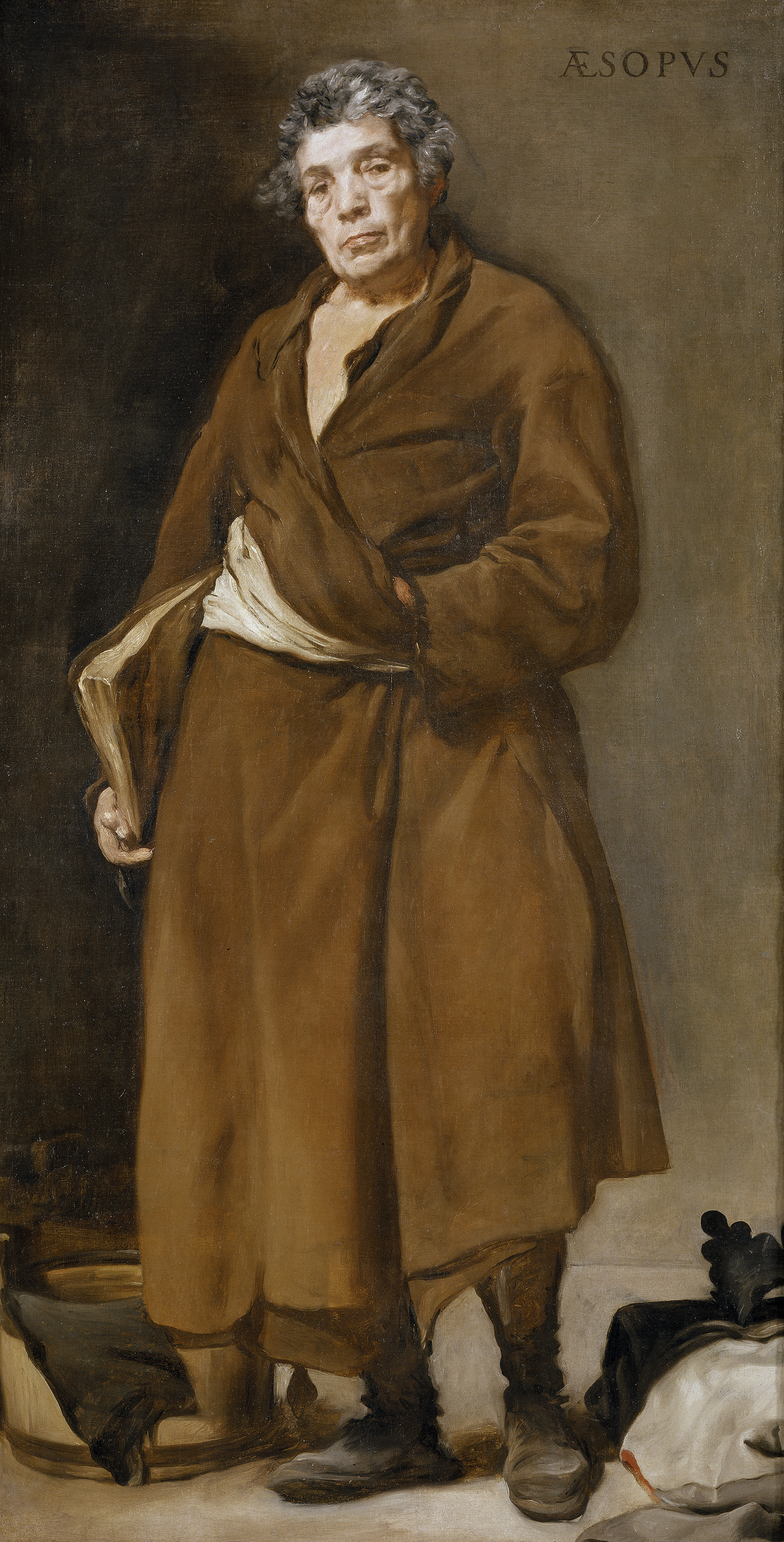
Esop
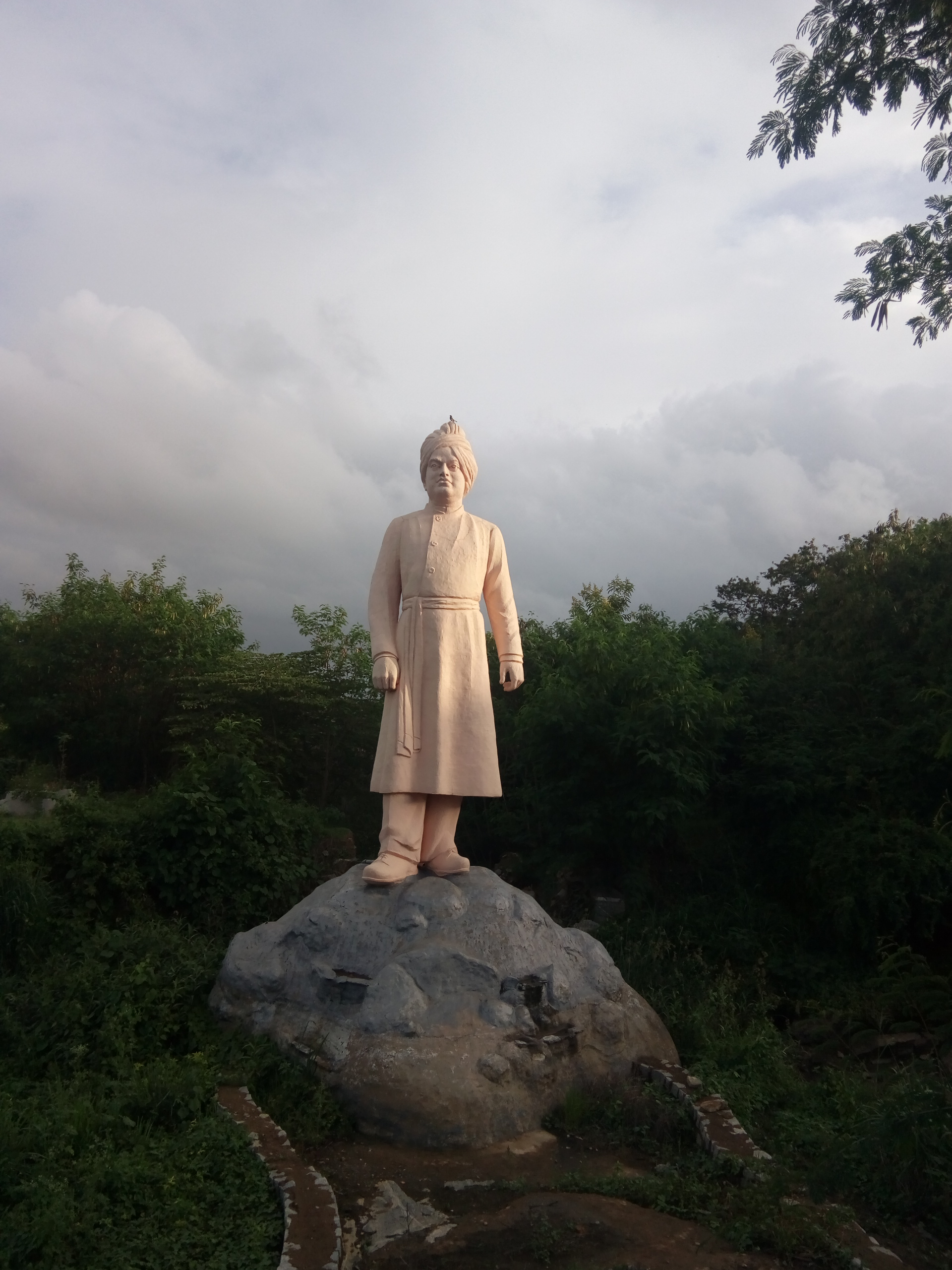
Vyasa
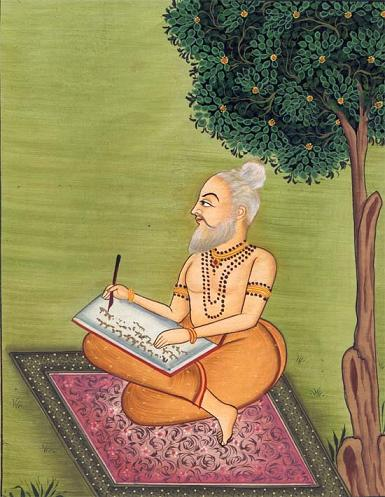
Valmiki
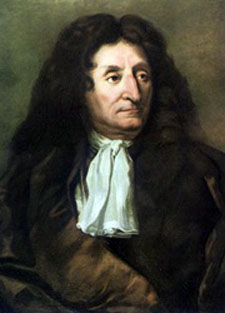
Jean de La Fontaine
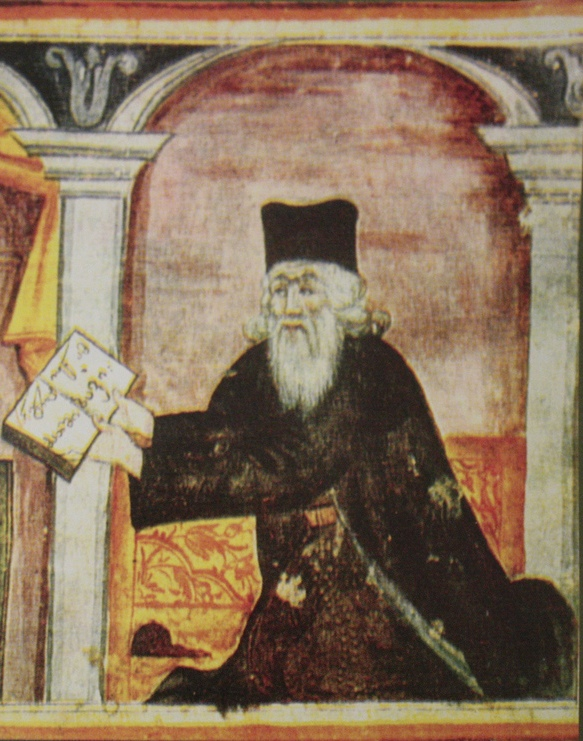
Sulkhan-Saba Orbeliani
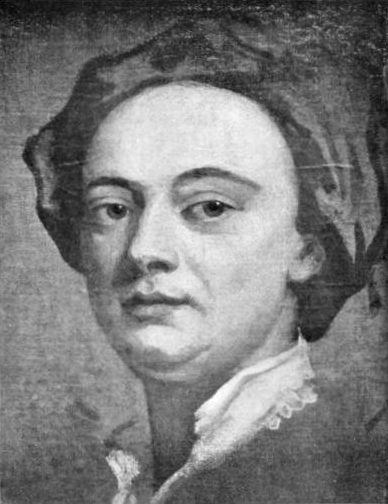
John Gay
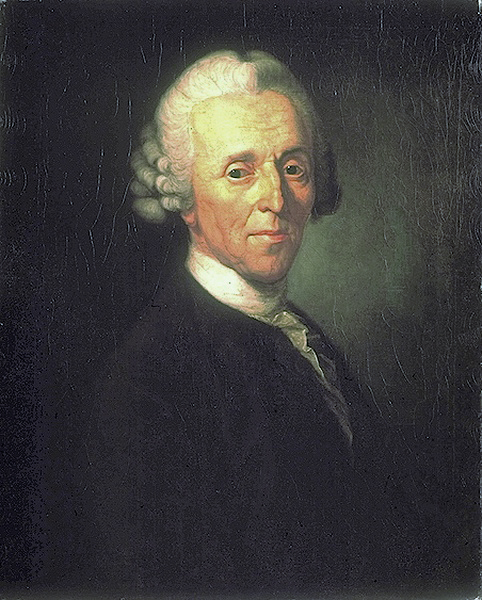
Christian Fürchtegott Gellert
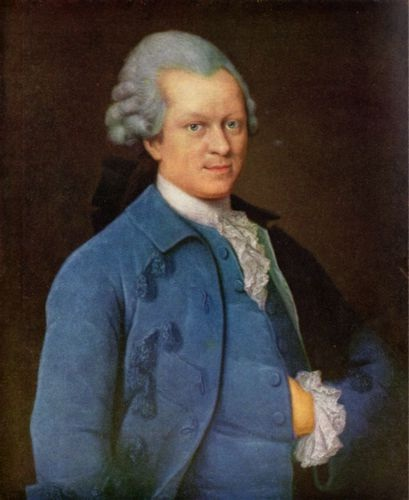
Gotthold Ephraim Lessing
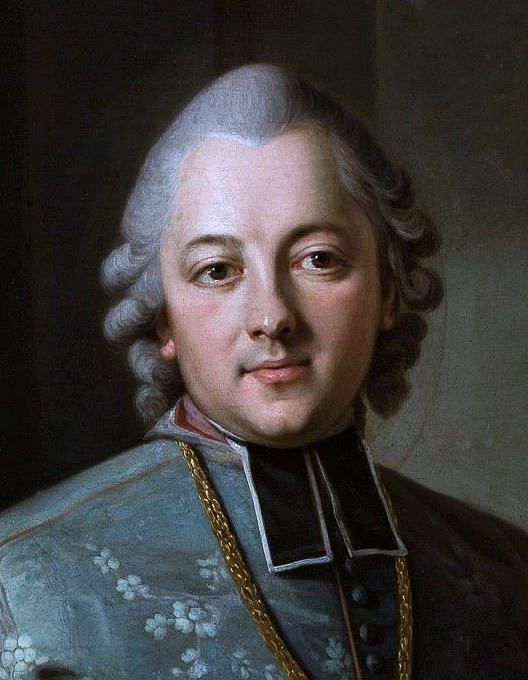
Ignacy Krasicki
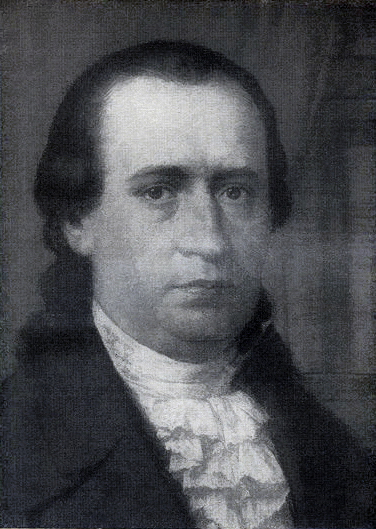
Dositej Obradović
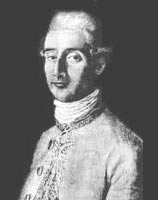
Félix María de Samaniego
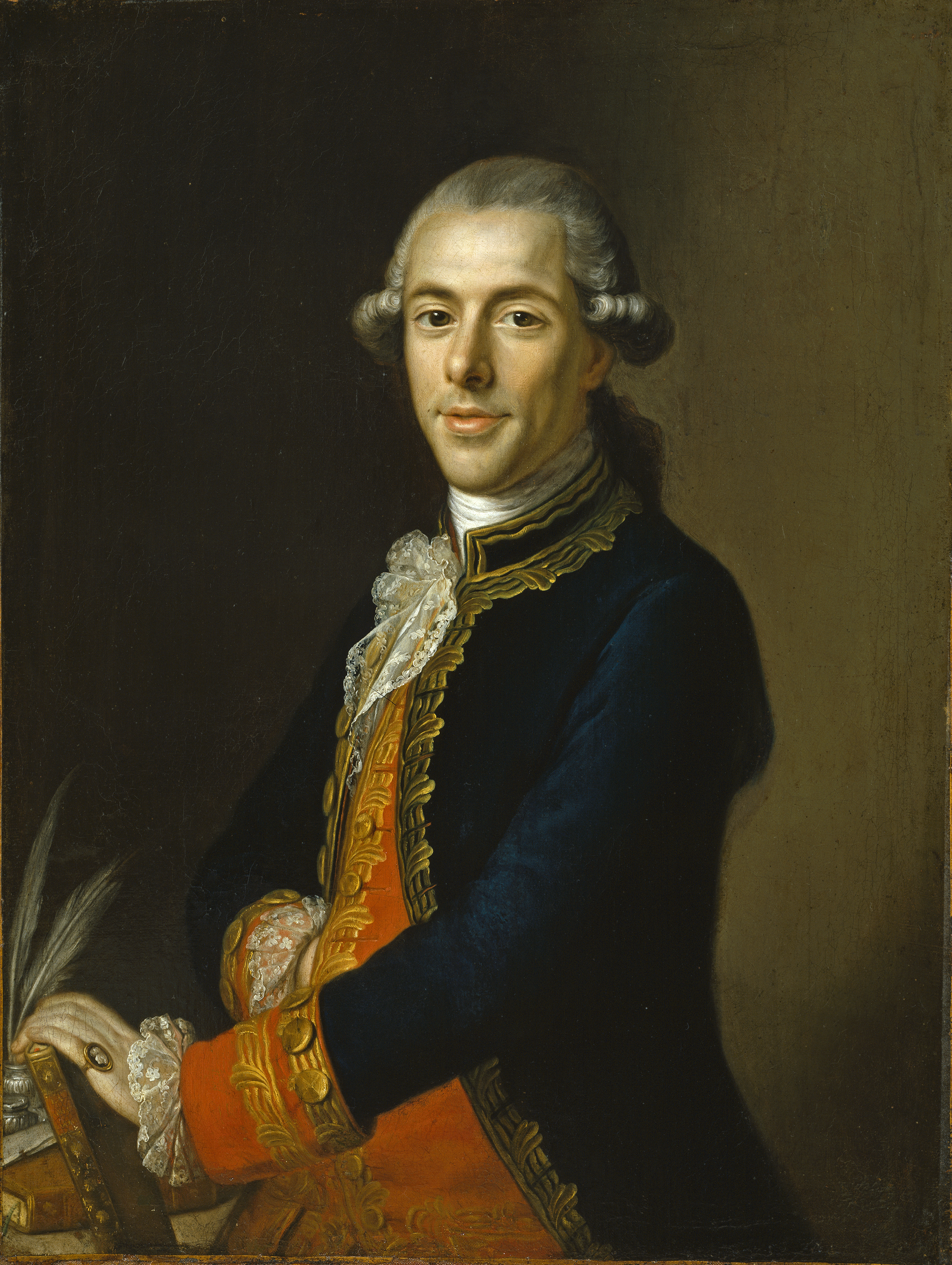
Tomás de Iriarte y Oropesa
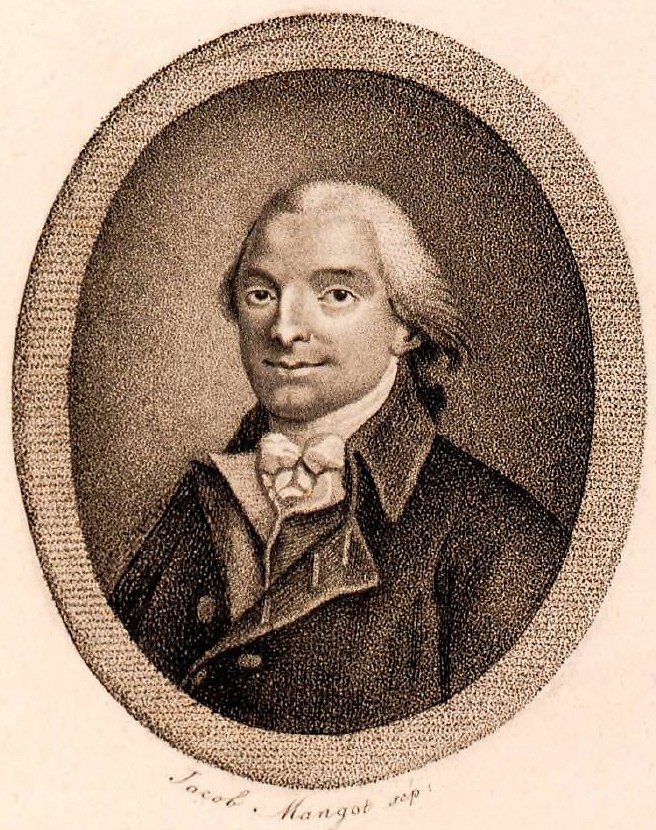
Jean-Pierre Claris de Florian
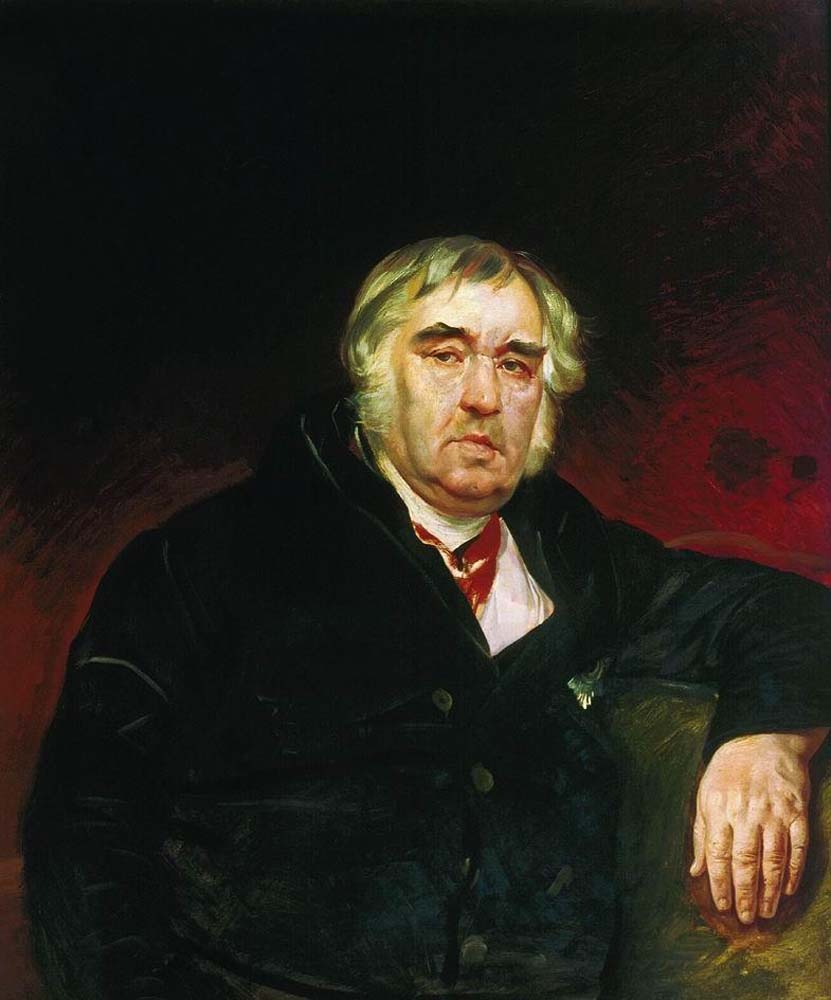
Ivan Krylov
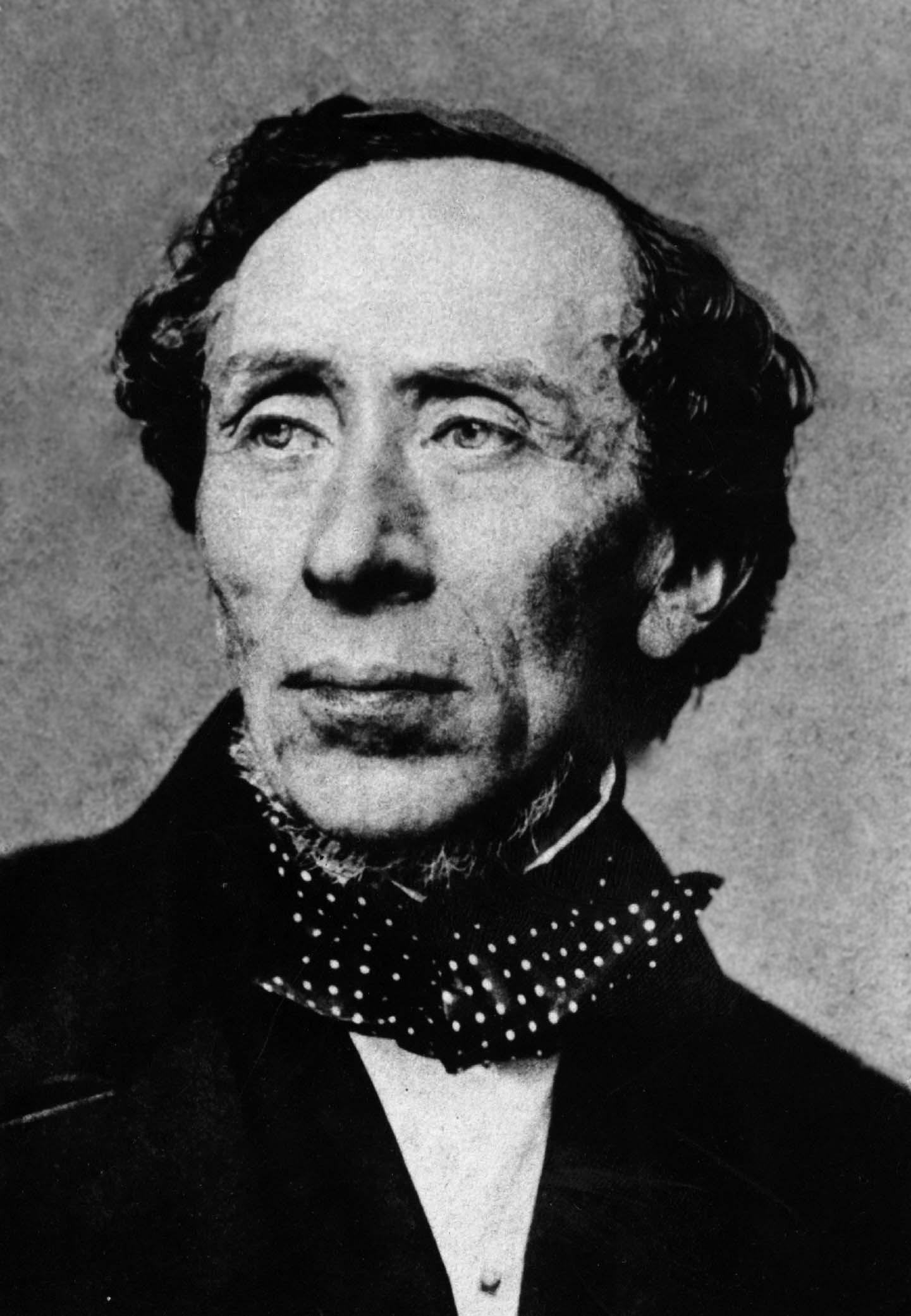
Hans Christian Andersen
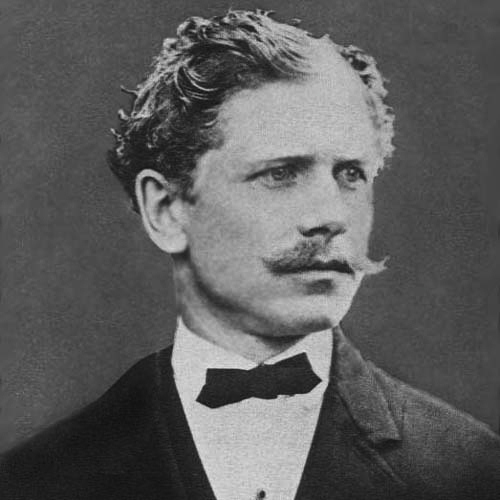
Ambrose Bierce
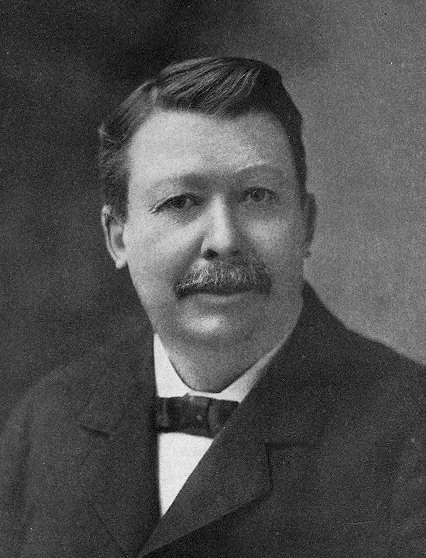
Joel Chandler Harris
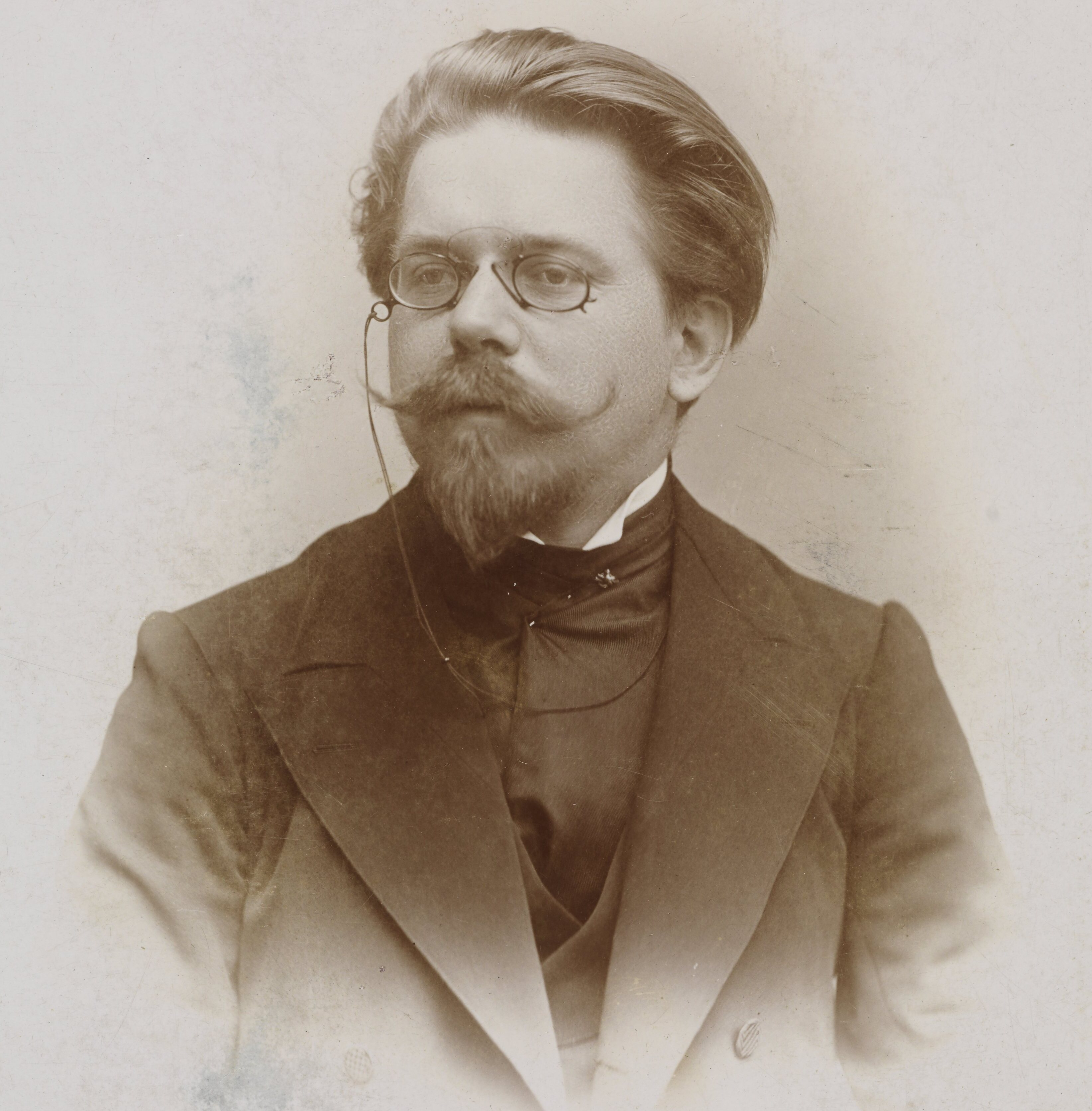
Władysław Reymont
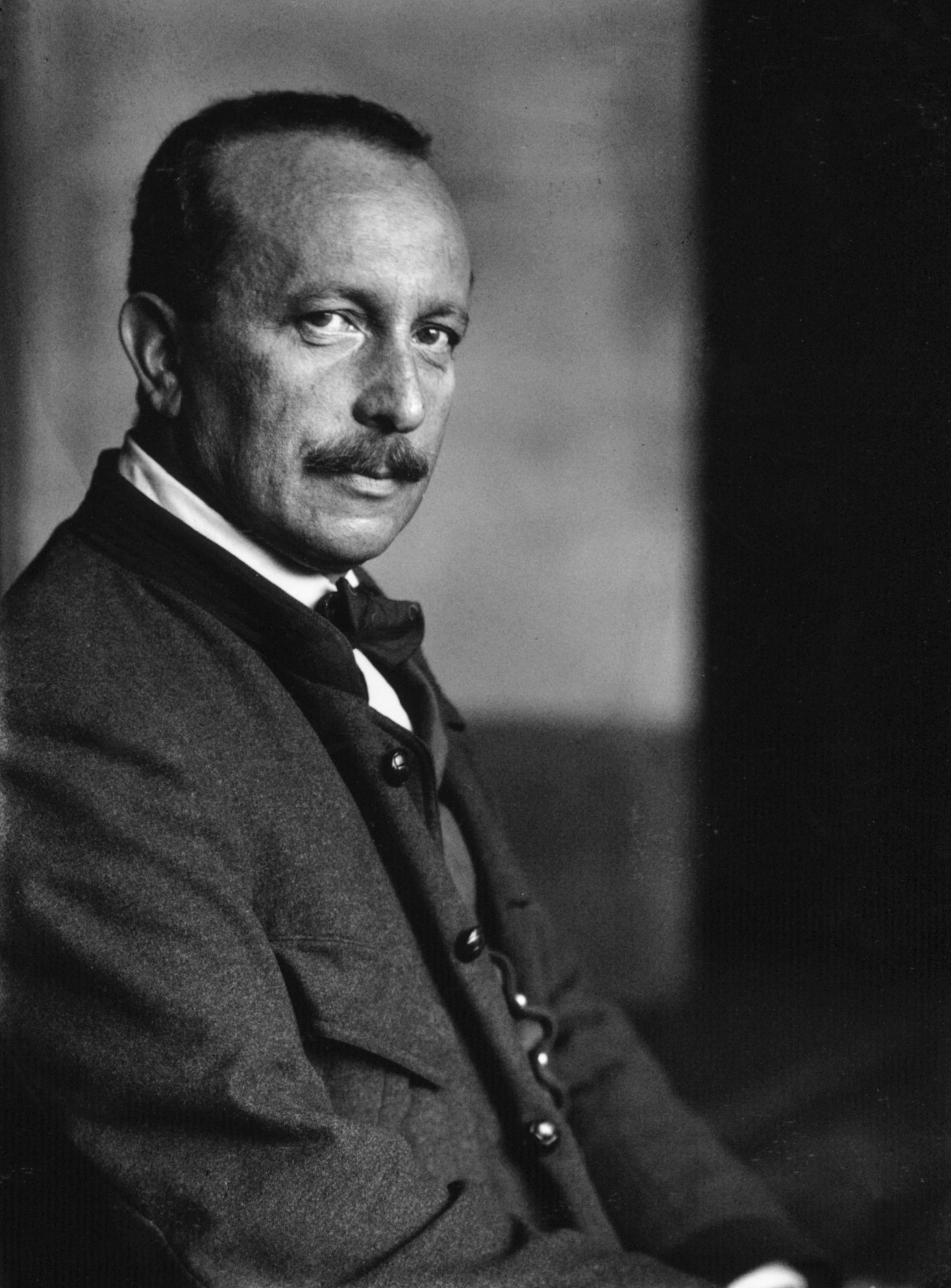
Felix Salten
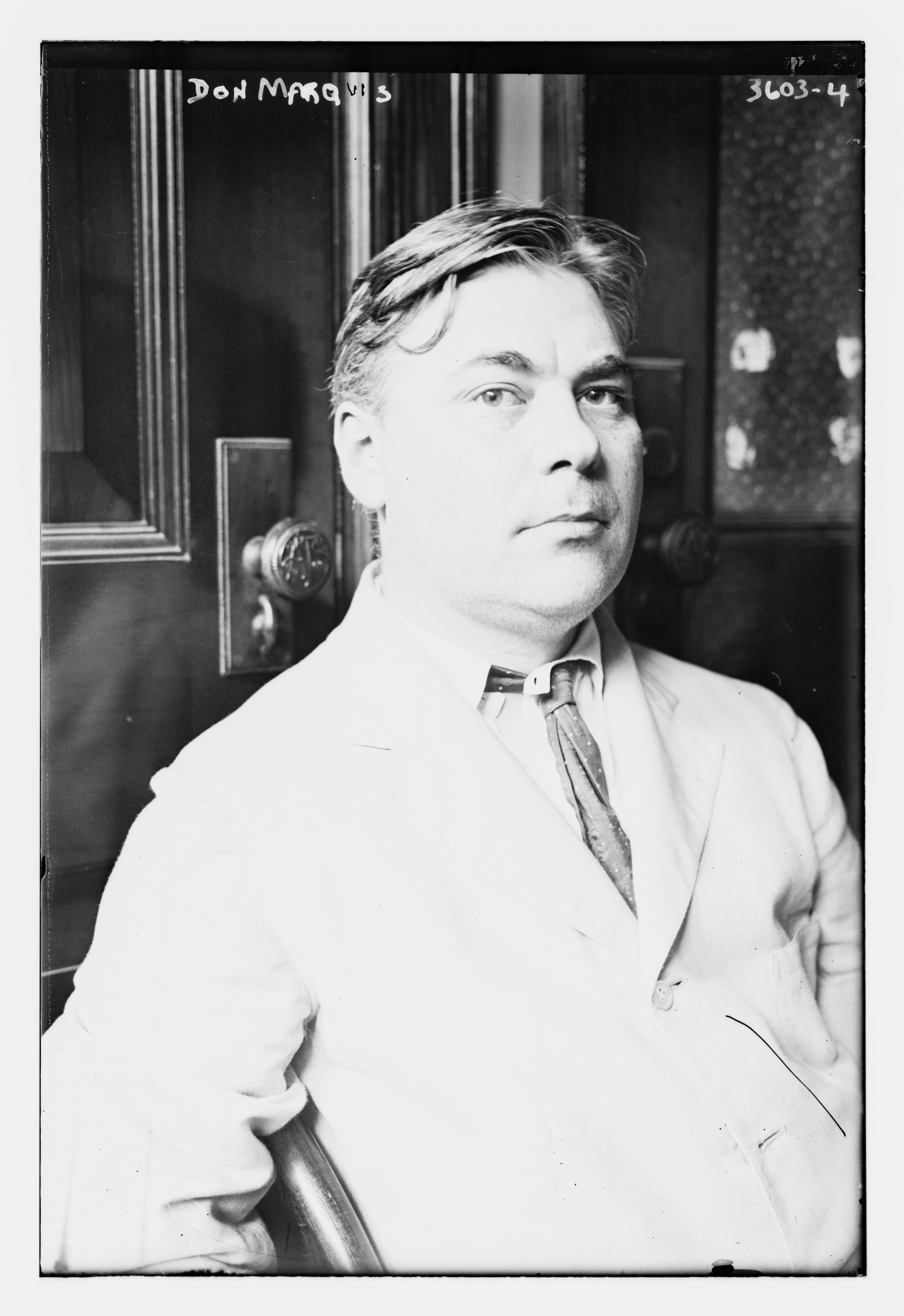
Don Marquis
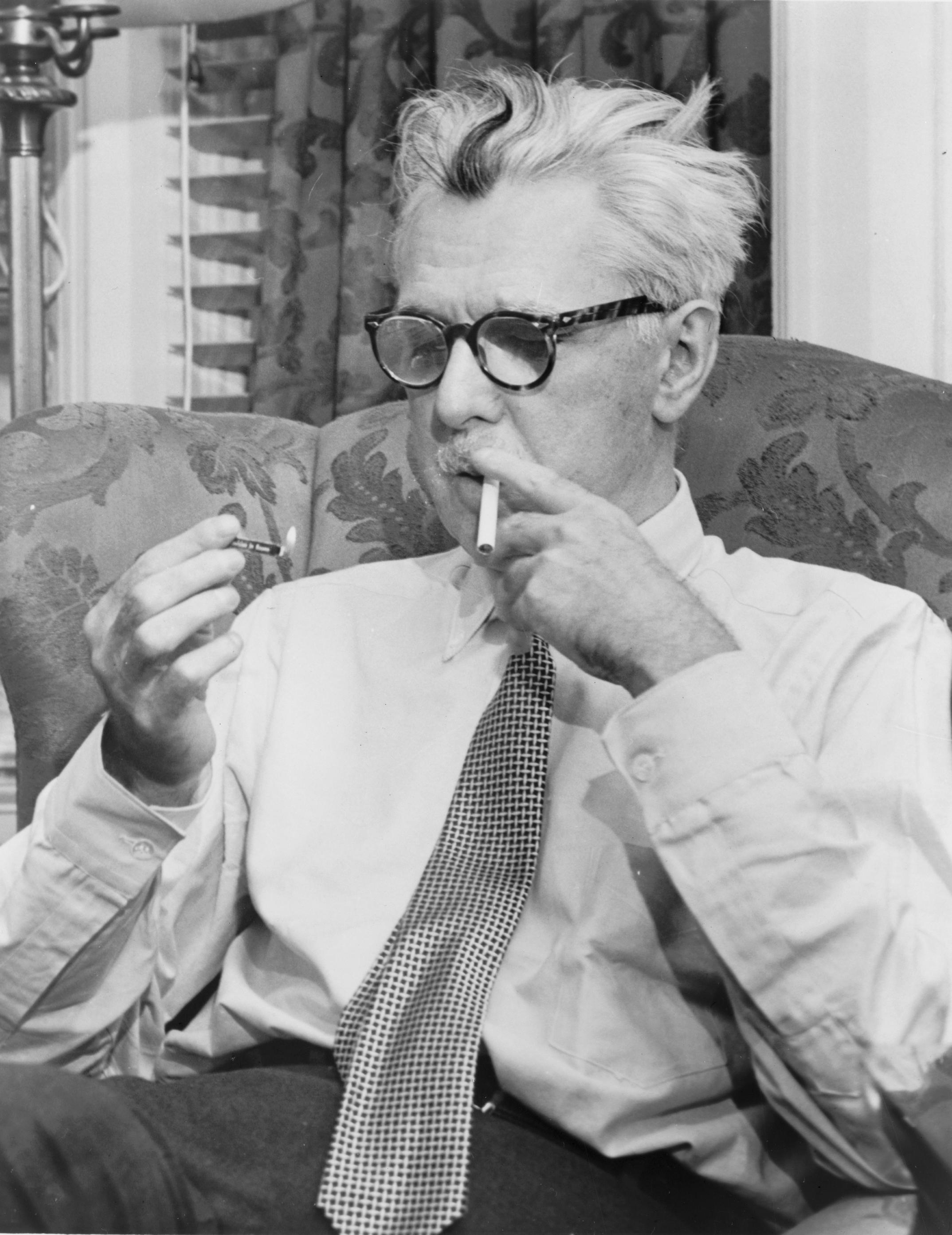
James Thurber
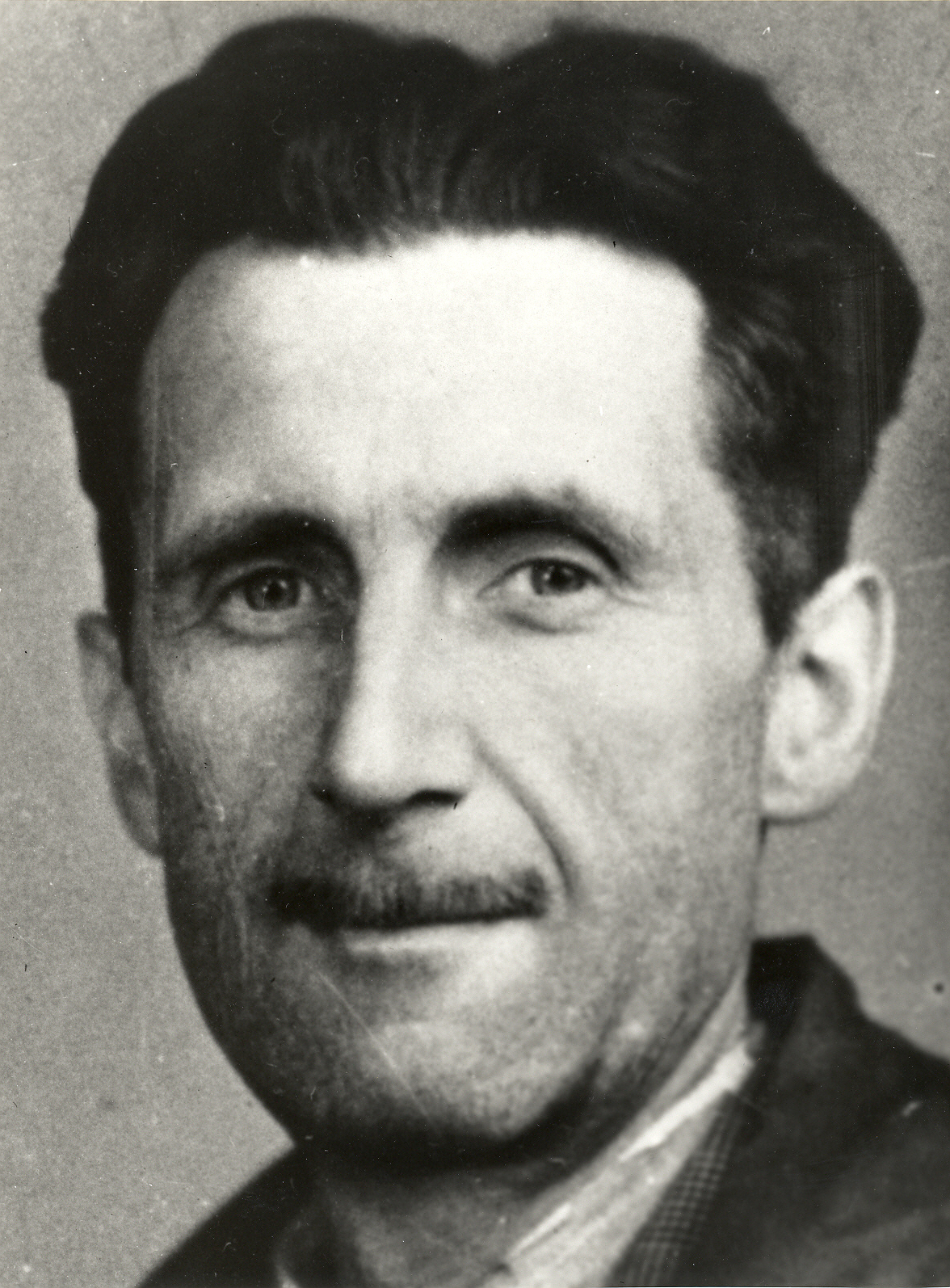
George Orwell